# Martin Jäger (Diplomat)

Martin Jäger (2023)

Martin Jäger (* 9. September 1964 in Ulm) ist ein deutscher Diplomat. Er ist seit 2023 Botschafter in Kiew, Ukraine. Davor war er von 2021 bis 2023 Botschafter im Irak, von 2018 bis 2021 Staatssekretär im Bundesministerium für wirtschaftliche Zusammenarbeit, von 2016 bis 2018 Staatssekretär im Ministerium für Inneres, Digitalisierung und Migration Baden-Württemberg, von 2014 bis 2016 Pressesprecher des Bundesministeriums der Finanzen und von 2013 bis 2014 Botschafter in Afghanistan. Jäger ist designierter Präsident des Bundesnachrichtendienstes.

## Leben
Martin Jäger absolvierte nach dem Ablegen der Allgemeine Hochschulreife 1984 bis 1986 den Wehrdienst. Er erlernte den Beruf eines Fotografen und war von 1986 bis 1989 als freier Journalist tätig. Von 1989 bis 1994 studierte er Völkerkunde, Politische Wissenschaften und Philosophie in München.
Jäger ist mit der Journalistin und Schriftstellerin Helena Reich verheiratet (bürgerlich Nicole Jäger-Koydl, * 1965 in der Tschechoslowakei) und hat zwei Kinder.
Jäger war Vorsitzender des Ausschusses für Internationale Handels- und Weltwirtschaftsfragen des Verbands der Automobilindustrie. Zudem ist er Mitglied des Präsidiums der Deutschen Gesellschaft für Auswärtige Politik, des EU Japan Business Round Tables sowie der Arbeitsgruppe „Anpassungsstrategien in der Klimapolitik“ bei acatech. Seit 1994 ist er Mitglied der CDU.

## Laufbahn
Jäger absolvierte von 1994 bis 1996 den Vorbereitungsdienst für den höheren Auswärtigen Dienst. 1996 bis 1998 war er im Auswärtigen Amt und 1998 bis 2002 im Bundeskanzleramt beschäftigt. 2002 bis 2004 war Jäger Leiter des Kulturreferats der deutschen Botschaft in Prag. Von 2004 bis 2005 war er für die Pressearbeit des Chefs des Bundeskanzleramts Frank-Walter Steinmeier verantwortlich. Diesem diente er von 2005 bis 2008 auch als Sprecher in dessen Zeit als Bundesminister des Auswärtigen. 2008 wechselte Jäger in die Industrie und war bis 2013 als Leiter des Bereichs Global External Affairs and Public Policy Cheflobbyist des Autokonzerns Daimler (heute Mercedes-Benz Group).
Im April 2013 stimmte das Bundeskabinett dem Personalvorschlag von Außenminister Guido Westerwelle zu, Jäger zum deutschen Botschafter in Afghanistan zu machen. Diese Aufgabe trat er als Nachfolger von Rüdiger König im September 2013 an. Sein Nachfolger bei der Daimler AG wurde zum 1. November 2013 Eckart von Klaeden (CDU). Von Oktober 2014 bis Oktober 2016 war Jäger Pressesprecher des Bundesministeriums der Finanzen und von Oktober 2016 bis März 2018 Staatssekretär im Ministerium für Inneres, Digitalisierung und Migration Baden-Württemberg. Der Spiegel benannte ihn als Mitglied einer einflussreichen Männerclique um Wolfgang Schäuble.
Von März 2018 bis September 2021 war Jäger unter Bundesminister Gerd Müller (CSU) beamteter Staatssekretär im Bundesministerium für wirtschaftliche Zusammenarbeit. Im September 2021 wurde er Botschafter der Bundesrepublik Deutschland im Irak. Im Juli 2023 wurde er Botschafter der Bundesrepublik Deutschland in der Ukraine und trat damit die Nachfolge von Anka Feldhusen an.
Im Juni 2025 wurde Jäger vom Bundeskabinett zum Nachfolger von Bruno Kahl als Präsident des Bundesnachrichtendienstes bestimmt.